# 地马孕酮
地马孕酮（英語：Delmadinone）是一种黄体制剂药物，从未上市，但其17α乙酰化产物，地马孕酮醋酸酯（DMA）被用于兽医学。
它可由(+)-1,4-雄二烯-3,17-二酮为原料反应制得。